# Wereldkampioenschap voetbal voor clubs 2020
Het zeventiende FIFA-wereldkampioenschap voetbal voor clubs (Engels: FIFA Club World Cup) zou oorspronkelijk plaatsvinden van 10 tot en met 20 december 2020 in Qatar, maar door de maatregelen en de gevolgen van de coronapandemie waren grote kampioenschappen en bekertoernooien van de continentale bonden verplaatst. Hierdoor had de FIFA besloten om dit kampioenschap te verplaatsen naar 1 tot en met 11 februari 2021, maar door de terugtrekking van Auckland City begon het kampioenschap nu op 4 februari 2021. Aan het kampioenschap, dat door de FIFA werd georganiseerd, namen zeven clubs deel: de winnaars van zes continentale bekertoernooien en de landskampioen van het organiserende land, maar door de terugtrekking van Auckland City werd dit nu de winnaars van vijf continentale bekertoernooien en de landskampioen van het organiserende land. De titelhouder was het Engelse Liverpool FC, maar ze wisten zich niet te plaatsen voor deze editie. Het Duitse Bayern München werd de nieuwe titelhouder, doordat ze in de finale wisten te winnen van Tigres UANL met 1–0.

## Stadions
De FIFA wees drie stadions in de stad Ar Rayyan (Doha) aan. Dit waren het Ahmed bin Alistadion, het Khalifa Internationaal Stadion en het Education Citystadion. In het Khalifa Internationaal Stadion zouden oorspronkelijk plaats bieden aan twee wedstrijden, maar na de terugtrekking van Auckland City en de daaropvolgende herziening van het wedstrijdschema zou het Khalifa Internationaal Stadion niet meer voor het kampioenschap worden gebruikt.
| Ar Rayyan (Doha)      | Ar Rayyan (Doha)     |
| --------------------- | -------------------- |
| Education Citystadion | Ahmed bin Alistadion |
| Capaciteit: 45.350    | Capaciteit: 40.740   |
|                       |                      |

## Deelnemers
| Team             | Confederatie | Kampioenschap                                                   | begint in:   | Aantal deelnames                                                   |
| ---------------- | ------------ | --------------------------------------------------------------- | ------------ | ------------------------------------------------------------------ |
| Al-Duhail        | AFC          | Kampioen Qatari League 2019/20 (gastland)                       | Play-off     | 1e                                                                 |
| Auckland City ** | OFC          | Beste club van de groepsfase van de OFC Champions League 2020 * | Play-off     | 10e (vorige: 2006, 2009, 2011, 2012, 2013, 2014, 2015, 2016, 2017) |
| Ulsan Hyundai FC | AFC          | Winnaar AFC Champions League 2020                               | Kwartfinale  | 2e (vorige: 2012)                                                  |
| Al-Ahly          | CAF          | Winnaar CAF Champions League 2019/20                            | Kwartfinale  | 6e (vorige: 2005, 2006, 2008, 2012, 2013)                          |
| Tigres UANL      | CONCACAF     | Winnaar CONCACAF Champions League 2020                          | Kwartfinale  | 1e                                                                 |
| Palmeiras        | CONMEBOL     | Winnaar Copa Libertadores 2020                                  | Halve finale | 1e (vorige: 2001)                                                  |
| Bayern München   | UEFA         | Winnaar UEFA Champions League 2019/20                           | Halve finale | 2e (vorige: 2013)                                                  |

* Dit toernooi was na de groepsfase gestaakt door de gevolgen van de coronapandemie.
** Op 15 januari 2021 maakte de FIFA bekend dat Auckland City zich had teruggetrokken uit het kampioenschap vanwege de coronapandemie en de daarmee verband houdende quarantainemaatregelen die door de Nieuw-Zeelandse autoriteiten vereist waren.

## Scheidsrechters
De FIFA had zeven scheidsrechters, twaalf assistent-scheidsrechters en zeven video-assistenten aangesteld voor dit toernooi.
| Continentale bond | Scheidsrechter                                         | Assistenten                                                  | Video-assistent              |
| ----------------- | ------------------------------------------------------ | ------------------------------------------------------------ | ---------------------------- |
| AFC               | Mohammed Abdulla Mohamed                               | Mohamed Al Hammadi Hasan Al Mahri                            | Khamis Al-Marri              |
| CAF               | Maguette N'Diaye                                       | Djibril Camara El Hadji Samba                                | Redouane Jiyed               |
| CONCACAF          | Mario Escobar                                          | Nicholas Anderson Humberto Panjoj                            | Drew Fischer                 |
| CONMEBOL          | Edina Alves Batista Leodán González * Esteban Ostojich | Neuza Back Mariana de Almeida Nicolás Taran Richard Trinidad | Julio Bascuñán Nicolás Gallo |
| OFC               | Abdelkader Zitouni                                     |                                                              |                              |
| UEFA              | Danny Makkelie                                         | Mario Diks Hessel Steegstra                                  | Kevin Blom Jochem Kamphuis   |

* Vervangen door Esteban Ostojich, omdat Leodán González in aanloop naar dit kampioenschap positief werd getest op corona.

## Speelschema
|  | Play-off                                       | Play-off                                      |                                                 |                                                 | Kwartfinale                                    | Kwartfinale                                    |              |              | Halve finale | Halve finale |  |  | Finale    | Finale |
|  | 1 februari - Ar Rayyan (Ahmed bin Alistadion)  |                                               |                                                 |                                                 |                                                |                                                |              |              |              |              |  |  |           |        |
|  | Al-Duhail (w/o)                                | 3 r                                           |                                                 |                                                 | 4 februari - Ar Rayyan (Education Citystadion) | 4 februari - Ar Rayyan (Education Citystadion) |              |              |              |              |  |  |           |        |
|  | Al-Duhail (w/o)                                | 3 r                                           |                                                 |                                                 | 4 februari - Ar Rayyan (Education Citystadion) | 4 februari - Ar Rayyan (Education Citystadion) |              |              |              |              |  |  |           |        |
|  | Auckland City                                  | 0                                             |                                                 |                                                 | Al-Duhail                                      | 0                                              |              |              |              |              |  |  |           |        |
|  | Auckland City                                  | 0                                             | 8 februari - Ar Rayyan (Ahmed bin Alistadion)   |                                                 | Al-Duhail                                      | 0                                              |              |              |              |              |  |  |           |        |
|  |                                                |                                               |                                                 |                                                 | Al-Ahly                                        | 1                                              |              |              |              |              |  |  |           |        |
|  | Al-Ahly                                        | 0                                             |                                                 |                                                 | Al-Ahly                                        | 1                                              |              |              |              |              |  |  |           |        |
|  | Al-Ahly                                        | 0                                             |                                                 |                                                 |                                                |                                                |              |              |              |              |  |  |           |        |
|  |                                                |                                               | Bayern München                                  | 2                                               |                                                |                                                |              |              |              |              |  |  |           |        |
|  |                                                |                                               | Bayern München                                  | 2                                               |                                                |                                                |              |              |              |              |  |  |           |        |
|  |                                                |                                               | 11 februari - Ar Rayyan (Education Citystadion) |                                                 |                                                |                                                |              |              |              |              |  |  |           |        |
|  |                                                |                                               |                                                 |                                                 |                                                |                                                |              |              |              |              |  |  |           |        |
|  | Bayern München                                 | 1                                             |                                                 |                                                 |                                                |                                                |              |              |              |              |  |  |           |        |
|  | Bayern München                                 | 1                                             | 4 februari - Ar Rayyan (Ahmed bin Alistadion)   |                                                 |                                                |                                                |              |              |              |              |  |  |           |        |
|  |                                                | Tigres UANL                                   | 0                                               |                                                 |                                                |                                                |              |              |              |              |  |  |           |        |
|  |                                                |                                               | 0                                               | Tigres UANL                                     | 2                                              |                                                |              |              |              |              |  |  |           |        |
|  | 7 februari - Ar Rayyan (Education Citystadion) |                                               |                                                 | Tigres UANL                                     | 2                                              |                                                |              |              |              |              |  |  |           |        |
|  |                                                | Ulsan Hyundai FC                              | 1                                               |                                                 |                                                |                                                |              |              |              |              |  |  |           |        |
|  | Palmeiras                                      | Ulsan Hyundai FC                              | 1                                               | 0                                               |                                                |                                                |              |              |              |              |  |  |           |        |
|  | Palmeiras                                      | Vijfde plaats                                 | Vijfde plaats                                   | 0                                               |                                                |                                                | Derde plaats | Derde plaats |              |              |  |  |           |        |
|  |                                                | Vijfde plaats                                 | Vijfde plaats                                   |                                                 | Tigres UANL                                    | 1                                              | Derde plaats | Derde plaats |              |              |  |  |           |        |
|  | 7 februari - Ar Rayyan (Ahmed bin Alistadion)  | 7 februari - Ar Rayyan (Ahmed bin Alistadion) | 11 februari - Ar Rayyan (Education Citystadion) | 11 februari - Ar Rayyan (Education Citystadion) | Tigres UANL                                    | 1                                              |              |              |              |              |  |  |           |        |
|  | 7 februari - Ar Rayyan (Ahmed bin Alistadion)  | 7 februari - Ar Rayyan (Ahmed bin Alistadion) | 11 februari - Ar Rayyan (Education Citystadion) | 11 februari - Ar Rayyan (Education Citystadion) |                                                |                                                |              |              |              |              |  |  |           |        |
|  | Ulsan Hyundai FC                               | 1                                             | Al-Ahly (w.n.s.)                                | 0 (3)                                           |                                                |                                                |              |              |              |              |  |  |           |        |
|  | Ulsan Hyundai FC                               | 1                                             | Al-Ahly (w.n.s.)                                | 0 (3)                                           |                                                |                                                |              |              |              |              |  |  |           |        |
|  | Al-Duhail                                      | 3                                             |                                                 |                                                 |                                                |                                                |              |              |              |              |  |  | Palmeiras | 0 (2)  |

## Wedstrijden

### Play-off
|                                             |           |                     |               |                                          |
| 1 februari 2021 20:30 (UTC+3) 18:30 (UTC+1) | Al-Duhail | 3 – 0 r Geannuleerd | Auckland City | Stadion: Ahmed bin Alistadion, Ar Rayyan |
| 1 februari 2021 20:30 (UTC+3) 18:30 (UTC+1) | Verslag   |                     |               | Stadion: Ahmed bin Alistadion, Ar Rayyan |
| 1 februari 2021 20:30 (UTC+3) 18:30 (UTC+1) |           |                     |               | Stadion: Ahmed bin Alistadion, Ar Rayyan |
| 1 februari 2021 20:30 (UTC+3) 18:30 (UTC+1) |           |                     |               | Stadion: Ahmed bin Alistadion, Ar Rayyan |
|                                             |           |                     |               |                                          |

### Kwartfinales
|                                             |                                |               |                                   | |
| 4 februari 2021 17:00 (UTC+3) 15:00 (UTC+1) | Tigres UANL                    | 2 – 1 (2 – 1) | Ulsan Hyundai FC                  | Stadion: Ahmed bin Alistadion, Ar Rayyan Scheidsrechter: Esteban Ostojich Assistenten: Nicolás Taran Assistenten: Richard Trinidad Vierde official: Edina Alves Batista Vijfde official: Neuza Back Video-assistent: Nicolás Gallo AVAR: Julio Bascuñán |
| 4 februari 2021 17:00 (UTC+3) 15:00 (UTC+1) | Gignac 38', 45+5' (pen.) Reyes | Verslag       | 24' K. Kim Yoon 58' Yoon Bulthuis | Stadion: Ahmed bin Alistadion, Ar Rayyan Scheidsrechter: Esteban Ostojich Assistenten: Nicolás Taran Assistenten: Richard Trinidad Vierde official: Edina Alves Batista Vijfde official: Neuza Back Video-assistent: Nicolás Gallo AVAR: Julio Bascuñán |
| 4 februari 2021 17:00 (UTC+3) 15:00 (UTC+1) |                                |               |                                   | Stadion: Ahmed bin Alistadion, Ar Rayyan Scheidsrechter: Esteban Ostojich Assistenten: Nicolás Taran Assistenten: Richard Trinidad Vierde official: Edina Alves Batista Vijfde official: Neuza Back Video-assistent: Nicolás Gallo AVAR: Julio Bascuñán |
| 4 februari 2021 17:00 (UTC+3) 15:00 (UTC+1) |                                |               |                                   | Stadion: Ahmed bin Alistadion, Ar Rayyan Scheidsrechter: Esteban Ostojich Assistenten: Nicolás Taran Assistenten: Richard Trinidad Vierde official: Edina Alves Batista Vijfde official: Neuza Back Video-assistent: Nicolás Gallo AVAR: Julio Bascuñán |
|                                             |                                |               |                                   | |

|                                             |           |               |                                           | |
| 4 februari 2021 20:30 (UTC+3) 18:30 (UTC+1) | Al-Duhail | 0 – 1 (0 – 1) | Al-Ahly                                   | Stadion: Education Citystadion, Ar Rayyan Scheidsrechter: Mario Escobar Assistenten: Humberto Panjoj Assistenten: Nicholas Anderson Vierde official: Abdelkader Zitouni Vijfde official: Mariana de Almeida Video-assistent: Drew Fischer AVAR: Kevin Blom |
| 4 februari 2021 20:30 (UTC+3) 18:30 (UTC+1) |           | Verslag       | 30' El Shahat Bwalya 38' Bwalya El Shahat | Stadion: Education Citystadion, Ar Rayyan Scheidsrechter: Mario Escobar Assistenten: Humberto Panjoj Assistenten: Nicholas Anderson Vierde official: Abdelkader Zitouni Vijfde official: Mariana de Almeida Video-assistent: Drew Fischer AVAR: Kevin Blom |
| 4 februari 2021 20:30 (UTC+3) 18:30 (UTC+1) |           |               |                                           | Stadion: Education Citystadion, Ar Rayyan Scheidsrechter: Mario Escobar Assistenten: Humberto Panjoj Assistenten: Nicholas Anderson Vierde official: Abdelkader Zitouni Vijfde official: Mariana de Almeida Video-assistent: Drew Fischer AVAR: Kevin Blom |
| 4 februari 2021 20:30 (UTC+3) 18:30 (UTC+1) |           |               |                                           | Stadion: Education Citystadion, Ar Rayyan Scheidsrechter: Mario Escobar Assistenten: Humberto Panjoj Assistenten: Nicholas Anderson Vierde official: Abdelkader Zitouni Vijfde official: Mariana de Almeida Video-assistent: Drew Fischer AVAR: Kevin Blom |
|                                             |           |               |                                           | |

### Wedstrijd voor vijfde plaats
|                                             |                  |               |                                                               | |
| 7 februari 2021 18:00 (UTC+3) 16:00 (UTC+1) | Ulsan Hyundai FC | 1 – 3 (0 – 1) | Al-Duhail                                                     | Stadion: Ahmed bin Alistadion, Ar Rayyan Scheidsrechter: Edina Alves Batista Assistenten: Neuza Back Assistenten: Mariana de Almeida Vierde official: Abdelkader Zitouni Vijfde official: Humberto Panjoj Video-assistent: Nicolás Gallo AVAR: Julio Bascuñán |
| 7 februari 2021 18:00 (UTC+3) 16:00 (UTC+1) | Yoon 62'         | Verslag       | 4', 21' Edmilson jr. Karimi 66' Muntari Dudu 82' Ali Mohammad | Stadion: Ahmed bin Alistadion, Ar Rayyan Scheidsrechter: Edina Alves Batista Assistenten: Neuza Back Assistenten: Mariana de Almeida Vierde official: Abdelkader Zitouni Vijfde official: Humberto Panjoj Video-assistent: Nicolás Gallo AVAR: Julio Bascuñán |
| 7 februari 2021 18:00 (UTC+3) 16:00 (UTC+1) |                  |               |                                                               | Stadion: Ahmed bin Alistadion, Ar Rayyan Scheidsrechter: Edina Alves Batista Assistenten: Neuza Back Assistenten: Mariana de Almeida Vierde official: Abdelkader Zitouni Vijfde official: Humberto Panjoj Video-assistent: Nicolás Gallo AVAR: Julio Bascuñán |
| 7 februari 2021 18:00 (UTC+3) 16:00 (UTC+1) |                  |               |                                                               | Stadion: Ahmed bin Alistadion, Ar Rayyan Scheidsrechter: Edina Alves Batista Assistenten: Neuza Back Assistenten: Mariana de Almeida Vierde official: Abdelkader Zitouni Vijfde official: Humberto Panjoj Video-assistent: Nicolás Gallo AVAR: Julio Bascuñán |
|                                             |                  |               |                                                               | |

### Halve finales
|                                             |               |               |                   | |
| 7 februari 2021 21:00 (UTC+3) 19:00 (UTC+1) | Palmeiras     | 0 – 1 (0 – 0) | Tigres UANL       | Stadion: Education Citystadion, Ar Rayyan Scheidsrechter: Danny Makkelie Assistenten: Mario Diks Assistenten: Hessel Steegstra Vierde official: Maguette N'Diaye Vijfde official: El Hadji Samba Video-assistent: Kevin Blom AVAR: Jochem Kamphuis |
| 7 februari 2021 21:00 (UTC+3) 19:00 (UTC+1) | Rony 57' Viña | Verslag       | 54' (pen.) Gignac | Stadion: Education Citystadion, Ar Rayyan Scheidsrechter: Danny Makkelie Assistenten: Mario Diks Assistenten: Hessel Steegstra Vierde official: Maguette N'Diaye Vijfde official: El Hadji Samba Video-assistent: Kevin Blom AVAR: Jochem Kamphuis |
| 7 februari 2021 21:00 (UTC+3) 19:00 (UTC+1) |               |               |                   | Stadion: Education Citystadion, Ar Rayyan Scheidsrechter: Danny Makkelie Assistenten: Mario Diks Assistenten: Hessel Steegstra Vierde official: Maguette N'Diaye Vijfde official: El Hadji Samba Video-assistent: Kevin Blom AVAR: Jochem Kamphuis |
| 7 februari 2021 21:00 (UTC+3) 19:00 (UTC+1) |               |               |                   | Stadion: Education Citystadion, Ar Rayyan Scheidsrechter: Danny Makkelie Assistenten: Mario Diks Assistenten: Hessel Steegstra Vierde official: Maguette N'Diaye Vijfde official: El Hadji Samba Video-assistent: Kevin Blom AVAR: Jochem Kamphuis |
|                                             |               |               |                   | |

|                                             |         |               |                                   | |
| 8 februari 2021 21:00 (UTC+3) 19:00 (UTC+1) | Al-Ahly | 0 – 2 (0 – 1) | Bayern München                    | Stadion: Ahmed bin Alistadion, Ar Rayyan Toeschouwers: 12.000 Scheidsrechter: Mohammed Abdulla Mohamed Assistenten: Mohamed Al Hammadi Assistenten: Hasan Al Mahri Vierde official: Edina Alves Batista Vijfde official: Neuza Back Video-assistent: Khamis Al-Marri AVAR: Drew Fischer |
| 8 februari 2021 21:00 (UTC+3) 19:00 (UTC+1) |         | Verslag       | 17', 86' Lewandowski Gnabry; Sané | Stadion: Ahmed bin Alistadion, Ar Rayyan Toeschouwers: 12.000 Scheidsrechter: Mohammed Abdulla Mohamed Assistenten: Mohamed Al Hammadi Assistenten: Hasan Al Mahri Vierde official: Edina Alves Batista Vijfde official: Neuza Back Video-assistent: Khamis Al-Marri AVAR: Drew Fischer |
| 8 februari 2021 21:00 (UTC+3) 19:00 (UTC+1) |         |               |                                   | Stadion: Ahmed bin Alistadion, Ar Rayyan Toeschouwers: 12.000 Scheidsrechter: Mohammed Abdulla Mohamed Assistenten: Mohamed Al Hammadi Assistenten: Hasan Al Mahri Vierde official: Edina Alves Batista Vijfde official: Neuza Back Video-assistent: Khamis Al-Marri AVAR: Drew Fischer |
| 8 februari 2021 21:00 (UTC+3) 19:00 (UTC+1) |         |               |                                   | Stadion: Ahmed bin Alistadion, Ar Rayyan Toeschouwers: 12.000 Scheidsrechter: Mohammed Abdulla Mohamed Assistenten: Mohamed Al Hammadi Assistenten: Hasan Al Mahri Vierde official: Edina Alves Batista Vijfde official: Neuza Back Video-assistent: Khamis Al-Marri AVAR: Drew Fischer |
|                                             |         |               |                                   | |

### Wedstrijd voor derde plaats
| |                                      |                            |                                | |
| 11 februari 2021 18:00 (UTC+3) 16:00 (UTC+1)                                                                                        | Al-Ahly                              | 0 – 0 * (0 – 0) 3 – 2 pen. | Palmeiras                      | Stadion: Education Citystadion, Ar Rayyan Scheidsrechter: Maguette N'Diaye Assistenten: Djibril Camara Assistenten: El Hadji Samba Vierde official: Mario Escobar Vijfde official: Humberto Panjoj Video-assistent: Drew Fischer AVAR: Redouane Jiyed |
| 11 februari 2021 18:00 (UTC+3) 16:00 (UTC+1)                                                                                        | Ajayi 67'                            | Verslag                    |                                | Stadion: Education Citystadion, Ar Rayyan Scheidsrechter: Maguette N'Diaye Assistenten: Djibril Camara Assistenten: El Hadji Samba Vierde official: Mario Escobar Vijfde official: Humberto Panjoj Video-assistent: Drew Fischer AVAR: Redouane Jiyed |
| 11 februari 2021 18:00 (UTC+3) 16:00 (UTC+1)                                                                                        | Strafschoppen                        |                            |                                | Stadion: Education Citystadion, Ar Rayyan Scheidsrechter: Maguette N'Diaye Assistenten: Djibril Camara Assistenten: El Hadji Samba Vierde official: Mario Escobar Vijfde official: Humberto Panjoj Video-assistent: Drew Fischer AVAR: Redouane Jiyed |
| 11 februari 2021 18:00 (UTC+3) 16:00 (UTC+1)                                                                                        | Benoun El Solia M. Mohsen Hany Ajayi |                            | Rony Adriano Scarpa Gómez Melo | Stadion: Education Citystadion, Ar Rayyan Scheidsrechter: Maguette N'Diaye Assistenten: Djibril Camara Assistenten: El Hadji Samba Vierde official: Mario Escobar Vijfde official: Humberto Panjoj Video-assistent: Drew Fischer AVAR: Redouane Jiyed |
| Bijz.:* Doordat de wedstrijd na 90 minuten in een gelijke stand eindigde, werd er direct overgegaan op het nemen van strafschoppen. |                                      |                            |                                | |

### Finale
|                                              |                        |               |             | |
| 11 februari 2021 21:00 (UTC+3) 19:00 (UTC+1) | Bayern München         | 1 – 0 (0 – 0) | Tigres UANL | Stadion: Education Citystadion, Ar Rayyan Toeschouwers: 8.000 Scheidsrechter: Esteban Ostojich Assistenten: Nicolás Taran Assistenten: Richard Trinidad Vierde official: Edina Alves Batista Vijfde official: Neuza Back Video-assistent: Nicolás Gallo AVAR: Julio Bascuñán |
| 11 februari 2021 21:00 (UTC+3) 19:00 (UTC+1) | Kimmich 18' Pavard 59' | Verslag       |             | Stadion: Education Citystadion, Ar Rayyan Toeschouwers: 8.000 Scheidsrechter: Esteban Ostojich Assistenten: Nicolás Taran Assistenten: Richard Trinidad Vierde official: Edina Alves Batista Vijfde official: Neuza Back Video-assistent: Nicolás Gallo AVAR: Julio Bascuñán |
| 11 februari 2021 21:00 (UTC+3) 19:00 (UTC+1) |                        |               |             | Stadion: Education Citystadion, Ar Rayyan Toeschouwers: 8.000 Scheidsrechter: Esteban Ostojich Assistenten: Nicolás Taran Assistenten: Richard Trinidad Vierde official: Edina Alves Batista Vijfde official: Neuza Back Video-assistent: Nicolás Gallo AVAR: Julio Bascuñán |
| 11 februari 2021 21:00 (UTC+3) 19:00 (UTC+1) |                        |               |             | Stadion: Education Citystadion, Ar Rayyan Toeschouwers: 8.000 Scheidsrechter: Esteban Ostojich Assistenten: Nicolás Taran Assistenten: Richard Trinidad Vierde official: Edina Alves Batista Vijfde official: Neuza Back Video-assistent: Nicolás Gallo AVAR: Julio Bascuñán |
|                                              |                        |               |             | |

| Bayern München | Tigres UANL |

|                   |    |                          |     |
|                   |    |                          |     |
| DM                | 01 | Manuel Neuer             |     |
| RV                | 05 | Benjamin Pavard          |     |
| CV                | 04 | Niklas Süle              |     |
| CV                | 21 | Lucas Hernández          |     |
| LV                | 19 | Alphonso Davies          |     |
| CM                | 06 | Joshua Kimmich           |     |
| CM                | 27 | David Alaba              |     |
| AM                | 10 | Leroy Sané               | 73' |
| RM                | 29 | Kingsley Coman           | 73' |
| LM                | 07 | Serge Gnabry             | 64' |
| SP                | 09 | Robert Lewandowski       | 73' |
| Wisselspelers:    |    |                          |     |
| DM                | 34 | Lukas Schneller          |     |
| DM                | 39 | Ron-Thorben Hoffmann     |     |
| VD                | 20 | Bouna Sarr               |     |
| MV                | 22 | Marc Roca                |     |
| MV                | 24 | Corentin Tolisso         | 64' |
| MV                | 28 | Tiago Dantas             |     |
| MV                | 42 | Jamal Musiala            | 73' |
| AV                | 11 | Douglas Costa            | 73' |
| AV                | 13 | Eric Maxim Choupo-Moting | 73' |
| Trainer:          |    |                          |     |
| Hans-Dieter Flick |    |                          |     |

|                  |    |                     |         |
|                  |    |                     |         |
| DM               | 01 | Nahuel Guzmán       |         |
| RV               | 28 | Luis Rodríguez      | 69' 80' |
| CV               | 13 | Diego Reyes         |         |
| CV               | 03 | Carlos Salcedo      |         |
| LV               | 29 | Jesús Dueñas        | 42'     |
| RM               | 20 | Javier Aquino       |         |
| CM               | 05 | Rafael Carioca      | 90'     |
| CM               | 19 | Guido Pizarro       |         |
| LM               | 23 | Luis Quiñones       |         |
| ST               | 32 | Carlos González     |         |
| ST               | 10 | André-Pierre Gignac |         |
| Wisselspelers:   |    |                     |         |
| DM               | 35 | Juan Pablo Chávez   |         |
| DM               | 50 | Arturo Delgado      |         |
| VD               | 04 | Hugo Ayala          |         |
| VD               | 14 | Juan Sánchez        |         |
| VD               | 18 | Aldo Cruz           |         |
| VD               | 21 | Francisco Meza      |         |
| VD               | 43 | Érick Ávalos        |         |
| MV               | 08 | Jordan Sierra       |         |
| MV               | 17 | Leonardo Fernández  |         |
| MV               | 22 | Raymundo Fulgencio  |         |
| AV               | 33 | Julián Quiñones     | 80'     |
| AV               | 52 | Patrick Ogama       |         |
| Trainer:         |    |                     |         |
| Ricardo Ferretti |    |                     |         |

| Winnaar WK voetbal voor clubs 2020               |
| ------------------------------------------------ |
| Bayern München 2e titel (4e keer wereldkampioen) |

## Individuele prijzen
| Prijs                  | Speler              | Club           |
| ---------------------- | ------------------- | -------------- |
| Gouden Bal             | Robert Lewandowski  | Bayern München |
| Zilveren Bal           | André-Pierre Gignac | Tigres UANL    |
| Bronzen Bal            | Joshua Kimmich      | Bayern München |
| Fair-Play Award (club) | Al-Duhail           | Al-Duhail      |

## Statistieken
| Topscorers | Topscorers          | Topscorers       | Topscorers | Topscorers           |      | Assists          | Assists          | Assists | Assists |
| Pos.       | Speler              | Club             |            | Gescoord met penalty | Pos. | Speler           | Club             | Assist  |         |
| ---------- | ------------------- | ---------------- | ---------- | -------------------- | ---- | ---------------- | ---------------- | ------- | ------- |
| 1.         | André-Pierre Gignac | Tigres UANL      | 3          | 2                    | 1.   | Walter Bwalya    | Al-Ahly          | 1       |         |
| 2.         | Robert Lewandowski  | Bayern München   | 2          | 0                    | 1.   | Dudu             | Al-Duhail        | 1       |         |
| 3.         | Almoez Ali          | Al-Duhail        | 1          | 0                    | 1.   | Serge Gnabry     | Bayern München   | 1       |         |
| 3.         | Edmilson jr.        | Al-Duhail        | 1          | 0                    | 1.   | Ali Karimi       | Al-Duhail        | 1       |         |
| 3.         | Kee-hee Kim         | Ulsan Hyundai FC | 1          | 0                    | 1.   | Ismaeel Mohammad | Al-Duhail        | 1       |         |
| 3.         | Mohammed Muntari    | Al-Duhail        | 1          | 0                    | 1.   | Diego Reyes      | Tigres UANL      | 1       |         |
| 3.         | Benjamin Pavard     | Bayern München   | 1          | 0                    | 1.   | Leroy Sané       | Bayern München   | 1       |         |
| 3.         | Hussein El Shahat   | Al-Ahly          | 1          | 0                    | 1.   | Bitgaram Yoon    | Ulsan Hyundai FC | 1       |         |
| 3.         | Bitgaram Yoon       | Ulsan Hyundai FC | 1          | 0                    |      |                  |                  |         |         |

Kaartenoverzicht (clubs)
| Club             | Gele kaart | Twee gele kaarten in 1 wedstrijd aan dezelfde speler | Rode kaart | Totaal |
| ---------------- | ---------- | ---------------------------------------------------- | ---------- | ------ |
| Al-Ahly          | 2          |                                                      |            | 2      |
| Al-Duhail        | 2          |                                                      |            | 2      |
| Auckland City    |            |                                                      |            | 0      |
| Bayern München   |            |                                                      |            | 0      |
| Palmeiras        | 5          |                                                      |            | 5      |
| Tigres UANL      | 8          |                                                      |            | 8      |
| Ulsan Hyundai FC | 4          |                                                      |            | 4      |

Kaartenoverzicht (scheidsrechters)
| Naam                     | Wedstrijden | Gele kaart | Twee gele kaarten in 1 wedstrijd aan dezelfde speler | Rode kaart | Totaal | Gem | Continentale bond |
| ------------------------ | ----------- | ---------- | ---------------------------------------------------- | ---------- | ------ | --- | ----------------- |
| Edina Alves Batista      | 1           | 3          |                                                      |            | 3      | 3   | CONMEBOL          |
| Mario Escobar            | 1           | 3          |                                                      |            | 3      | 3   | CONCACAF          |
| Danny Makkelie           | 1           | 4          |                                                      |            | 4      | 4   | UEFA              |
| Mohammed Abdulla Mohamed | 1           |            |                                                      |            | 0      | 0   | AFC               |
| Maguette N'Diaye         | 1           | 3          |                                                      |            | 3      | 3   | CAF               |
| Esteban Ostojich         | 2           | 8          |                                                      |            | 8      | 4   | CONMEBOL          |
| Abdelkader Zitouni       |             |            |                                                      |            | 0      |     | OFC               |
| Totaal                   | 7           | 21         | 0                                                    | 0          | 21     | 3   |                   |

## Eindrangschikking

### Eindstand
| Pos    | Club             | Confederatie | Wed | W | G | V | Doelsaldo | Doelsaldo | Doelsaldo |
| Pos    | Club             | Confederatie | Wed | W | G | V | DV        | DT        | +/−       |
| ------ | ---------------- | ------------ | --- | - | - | - | --------- | --------- | --------- |
| Goud   | Bayern München   | UEFA         | 2   | 2 | 0 | 0 | 3         | 0         | +3        |
| Zilver | Tigres UANL      | CONCACAF     | 3   | 2 | 0 | 1 | 3         | 2         | +1        |
| Brons  | Al-Ahly          | CAF          | 3   | 1 | 1 | 1 | 1         | 2         | -1        |
| 4.     | Palmeiras        | CONMEBOL     | 2   | 0 | 1 | 1 | 0         | 1         | -1        |
| 5.     | Al-Duhail        | AFC          | 3   | 2 | 0 | 1 | 6         | 2         | +4        |
| 6.     | Ulsan Hyundai FC | AFC          | 2   | 0 | 0 | 2 | 2         | 5         | -3        |
| 7.     | Auckland City    | OFC          | 1   | 0 | 0 | 1 | 0         | 3         | -3        |

2000 · 2001 · 2005 · 2006 · 2007 · 2008 · 2009 · 2010 · 2011 · 2012 · 2013 · 2014 · 2015 · 2016 · 2017 · 2018 ·  2019 · 2020 · 2021 · 2022 · 2023 · 2025 · 2029